# Hiệp hội Khoa học Băng hà Quốc tế
Hiệp hội Khoa học Băng hà Quốc tế hay Hiệp hội Quốc tế về Khoa học Băng hà, viết tắt theo tiếng Anh là IACS (International Association of Cryospheric Sciences), là một tổ chức phi chính phủ - phi lợi nhuận quốc tế hoạt động trong lĩnh vực nghiên cứu Băng hà và các hiện tượng liên quan.
IACS thành lập 04/07/2007, do IUGG Council thành lập, và là một trong 8 hiệp hội hợp thành của Liên đoàn Quốc tế về Trắc địa và Địa vật lý (IUGG).
Chủ tịch IACS đầu tiên, năm 2007 là Ian Allison từ Australia. Chủ tịch nhiệm kỳ 2019 – 2023 là Regine Hock từ  Hoa Kỳ.

## Tổ chức
IACS tổ chức 4 năm một kỳ đại hội toàn thể, giải quyết các vấn đề khao học và tổ chức.
| Nr. | Từ năm | Chủ tịch      |
| --- | ------ | ------------- |
| 5.  | 2023   |               |
| 4.  | 2019   | Regine Hock   |
| 3.  | 2015   | Charles Fierz |
| 2.  | 2011   | Charles Fierz |
| 1.  | 2007   | Ian Allison   |

## Xuất bản
IACS tham gia xuất bản Hydrological Sciences Journal có ban biên tập tại nước Anh.